# بخش لوپاتینسکی
بخش لوپاتینسکی (به لاتین: Lopatinsky District) یک منطقهٔ مسکونی در روسیه است که در استان پنزا واقع شده‌است.